# Ekscypulum
Ekscypulum (łac. ekscipulum) – część owocnika u grzybów. W owocnikach typu perytecjum ekscypulum stanowi zewnętrzną ściankę otaczającą z wszystkich stron hymenium. W owocnikach typu apotecjum jest to brzeżek owocnika, zwany także amfitecjum. Wyróżnia się dwa rodzaje amfitecjum:
- lecideowe, w których występuje tylko brzeżek własny (ekscipulum proprium),
- lekanorowe, w których znajdują się glony (ekscipulum thallinum)[1].

Ekscypulum zbudowane jest wyłącznie z płonnych strzępek. W perytecjach czasami z górnej części ekscypulum wyrastają do wnętrza strzępki grzybni zwane peryfizami. Ta część ekscypulum nazwa się hypoperifusium i zazwyczaj jest zgrubiała.
Ekscypulum ma duże znaczenie przy oznaczaniu wielu gatunków porostów. Może być grube lub cienkie, trwałe, lub nietrwałe, gładkie lub karbowane, wywinięte lub niewywinięte, oprószone lub nieoprószone. Istotne znaczenie ma też jego kolor, zwykle jest inny, niż kolor tarczki.
W budowie ekscypulum wyróżnia się dwie warstwy różniące się budową strzępek:
- ectal ekscipulum – warstwa zewnętrzna,
- medullary excipulum – warstwa wewnętrzna[5].

W perytecjach na ekscypulum często znajduje się okrywa zwana inwolukrelum.

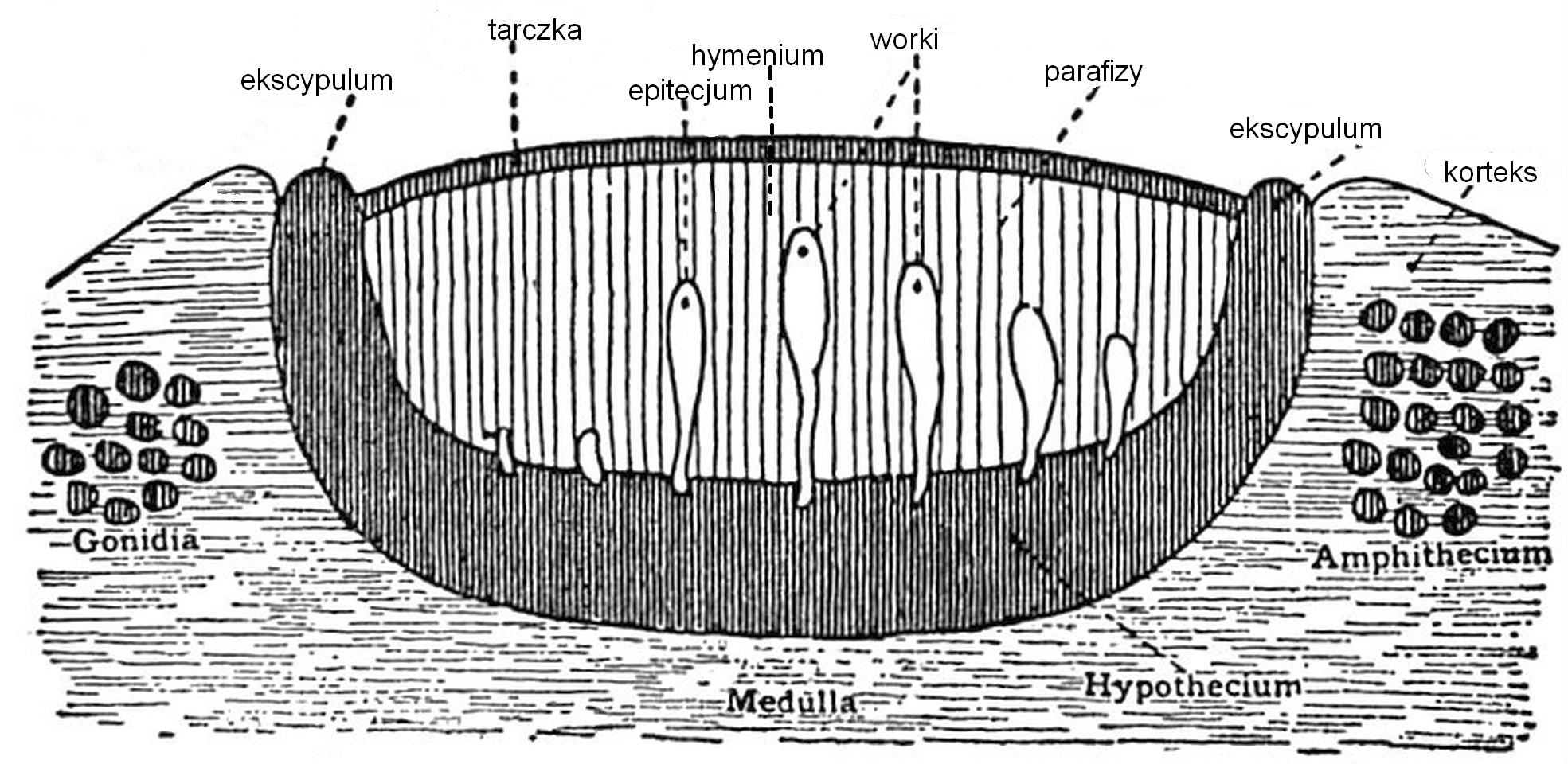
1. Budowa apotecjum porostów
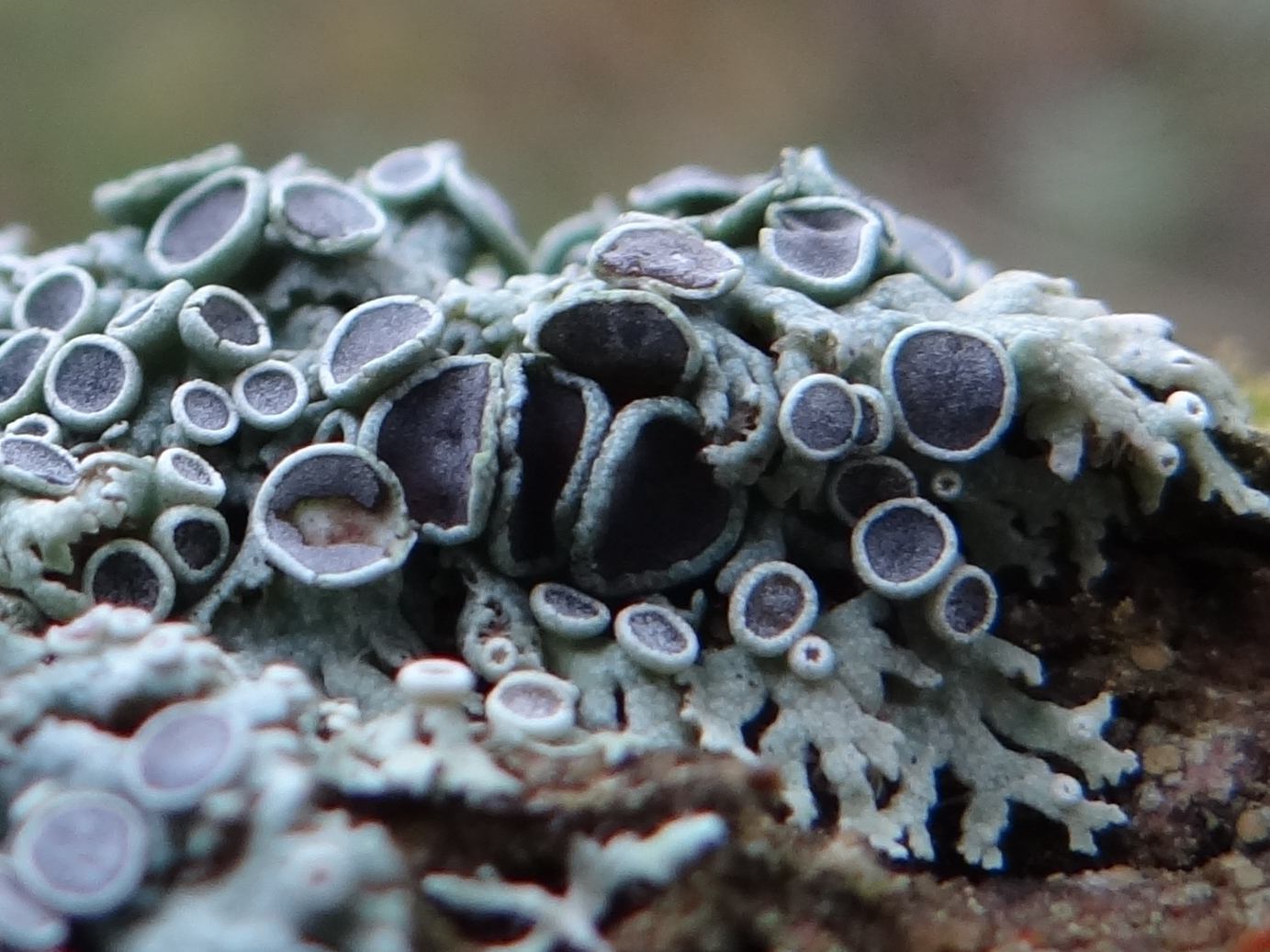
2. Apotecja obrostu gwiazdkowatego. Tarczka niebieskoszara, ekscypulum jasnoszare
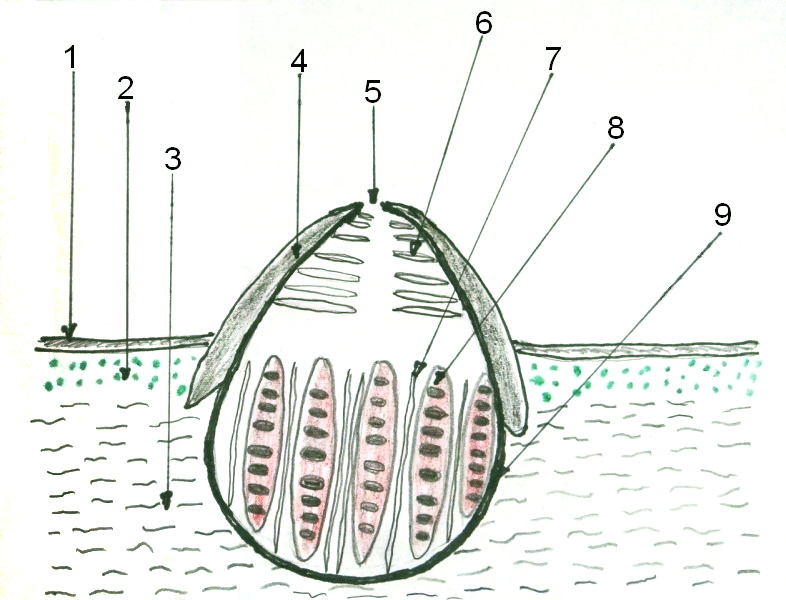
3. Schemat budowy częściowo zanurzonego w plesze perytecjum porostów
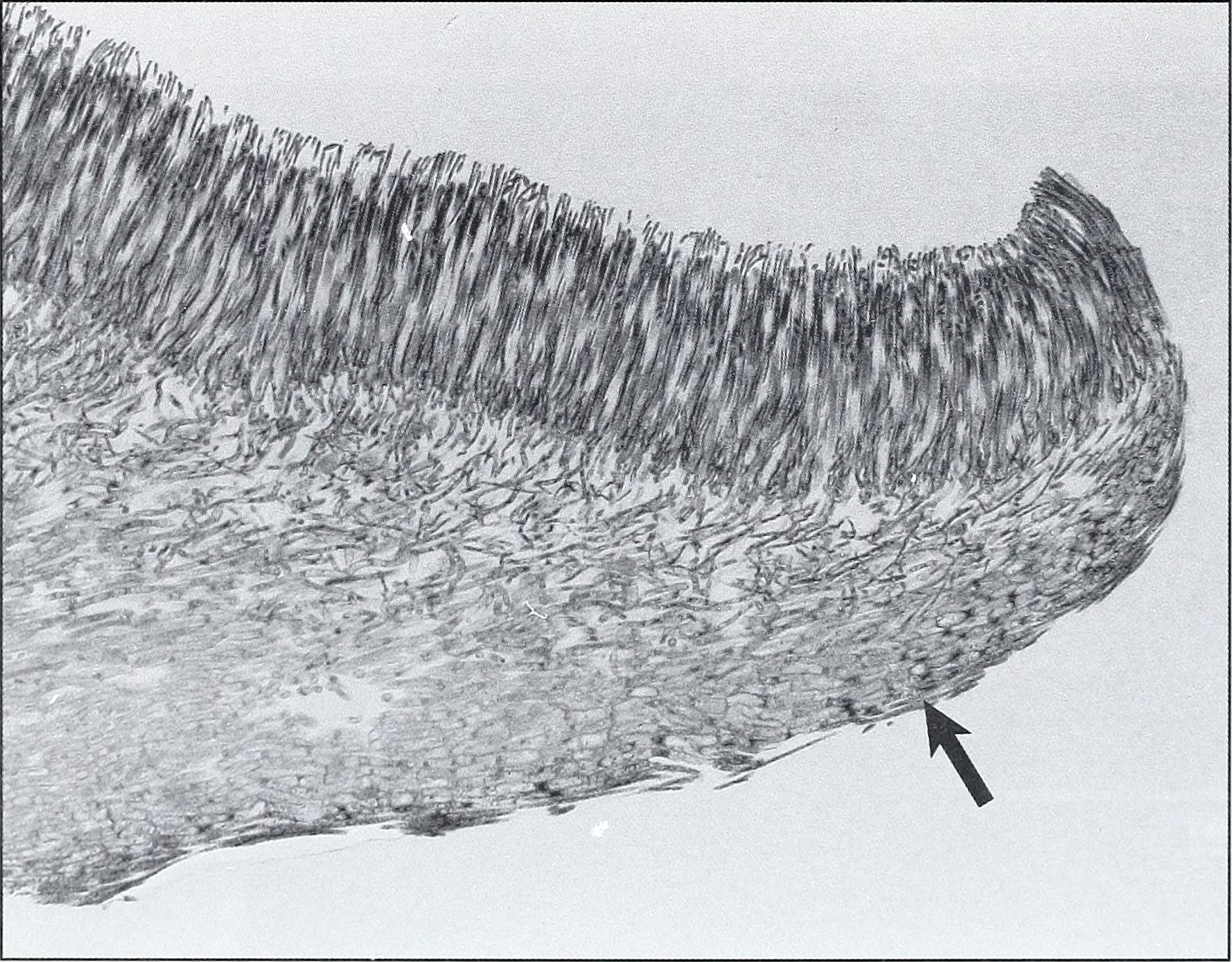
Budowa ekscypulum: medullary excipulum oznaczone strzałką, ectal ekscipulum bez strzałki, u góry

Opisy do rysunku 3: 1 – kora górna, 2 – warstwa glonów, 3 – rdzeń, 4 – inwolukrelum, 5 – ostiola, 6 – peryfizy, 7 – parafizy, 8 – worki z zarodnikami, 9 – ekscypulum